# Zurabi Datunashvili
Zurabi Datunashvili, né le 18 juin 1991 à Tbilissi, est un lutteur gréco-romain géorgien.

## Palmarès

### Jeux olympiques
- 3e et médaille de bronze🥉en catégorie des moins de 87 kg aux jeux olympiques d'été de 2020 à Tokyo
- 18e  en catégorie des moins de 75 kg aux Jeux olympiques d'été de 2016 à Rio de Janeiro
- 7e  en catégorie des moins de 74 kg aux Jeux olympiques d'été de 2012 à Londres

### Championnats d'Europe
- Médaille d'or en catégorie des moins de 87 kg en 2021 à Varsovie
- Médaille d'or en catégorie des moins de 80 kg en 2017 à Novi Sad
- Médaille d'or en catégorie des moins de 75 kg en 2016 à Riga
- Médaille d'argent en catégorie des moins de 74 kg en 2013 à Tbilissi